# Sant'Eusanio del Sangro
Sant'Eusanio del Sangro (Sande Sàgne en el dialecte abruzzese) és un municipi (comune) d'Itàlia amb 2.513 habitants dins la província de Chieti a Abruzzo.

## Geografia física
Sant'Eusanio del Sangro ocupa 23,83 km², i limita amb els municipis de Castel Frentano, Casoli, Guardiagrele i Lanciano, el riu Sangro li dona el nom. Té una altitud mitjana de 200 m.

## Història

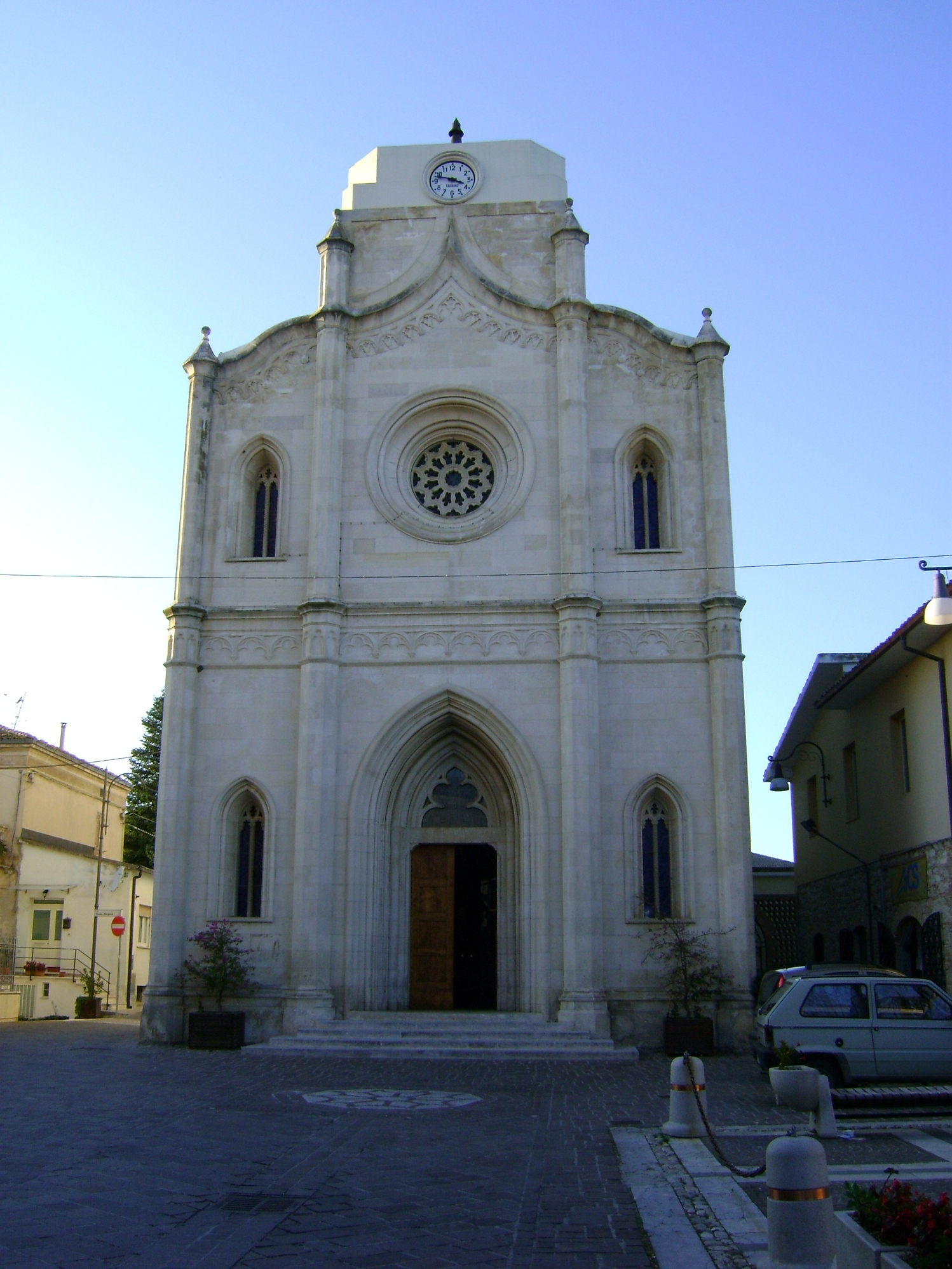
L'Església de Santa Maria Assunta

El seu nom més antic és el de Monteclo.
El seu nom actual deriva de Santo Eusanio que va guarir una noia cega de 12 anys.
Durant la Segona Guerra Mundial aquest lloc va ser ocupat pels alemanys i el seu territori va ser travessat per la línia Gustav.

## Monuments i llocs d'interès
- Palazzo Rosati.[3]
- Palazzo Finamore.[4]
- Palazzo Auriti.[5]
- Palazzo De Titta. Va ser fet per Cesare De Titta, el qual va hostatjar Gabriele D'Annunzio, Giovanni Gentile i Luigi Pirandello.[6]

- Chiesa dell'Assunta Neogòtica.[7]
- riserva naturale di Serranella